# Ksar Tamjoute
Ksar Tamjoute (en arabe : قصر تمجوت) est un village fortifié dans la province de Zagora, région de Draa-Tafilalet au sud-est du Maroc .